# Ferrovia Spinazzola-Spinazzola Città
La ferrovia Spinazzola-Spinazzola Città era una breve linea ferroviaria a scartamento normale delle Ferrovie dello Stato, oggi dismessa, che univa la città omonima alla sua stazione posta sulle linee ferroviarie Rocchetta-Gioia del Colle e Barletta-Spinazzola.

## Storia
Il 15 settembre 1938, dopo anni di richieste, il centro abitato di Spinazzola venne collegato con la sua stazione ferroviaria mediante una breve linea che partiva dalla stazione di Spinazzola e raggiungeva il centro della città terminando con un semplice tronchino munito di marciapiedi. Per distinguerla dalla stazione esistente questa prese il nome di "Spinazzola Città".
La linea, data la brevità, venne esercitata "a spola" con l'impiego di automotrici monocabina Fiat del tipo ALb 25 che circolarono anche su altre piccole tratte di ferrovia. In orario vennero previste 21 coppie di treni giornaliere con inizio alle ore 4,14 del mattino da Spinazzola e termine alle ore 23,30 con l'ultima corsa di rientro. Di queste solo 7 coppie erano limitate al semplice percorso mentre le altre erano originarie o proseguivano per Barletta, Gioia del Colle o Rocchetta.
In seguito le piccole ALb 25 vennero sostituite dalle più capienti ALn 772 e infine, dagli anni settanta, dalle ALn 668. Nell'orario del 1975 risultavano 33 coppie di corse giornaliere, di cui alcune periodiche, con estensione delle ore di servizio; la prima corsa del mattino era alle ore 2,58 e l'ultima serale alle ore 0,12. Tutte le corse erano limitate al breve tragitto con eventuali coincidenze a Spinazzola stazione. A partire dal 17 dicembre 1985 il servizio ferroviario con Spinazzola Città è stato soppresso e sostituito con autobus. Il decreto ministeriale di chiusura del 15 aprile 1987 ha sancito la definitiva scomparsa del breve tronco di ferrovia che è stata smantellata e sulla cui sede è stata poi realizzata una pista ciclabile.

## Percorso
Percorso ferroviario a binario unico di circa 1,5 km verso il centro della città; termina con un semplice tronchino munito di marciapiedi laterali.
|  |  | Unknown route-map component "STR+l" | Unknown route-map component "CONTfq" |  |

| Station on track |

|  | Unknown route-map component "CONTgq" | Unknown route-map component "xABZgr" |  |  |

| Unknown route-map component "exKHSTe" |